# Biblia de Brest

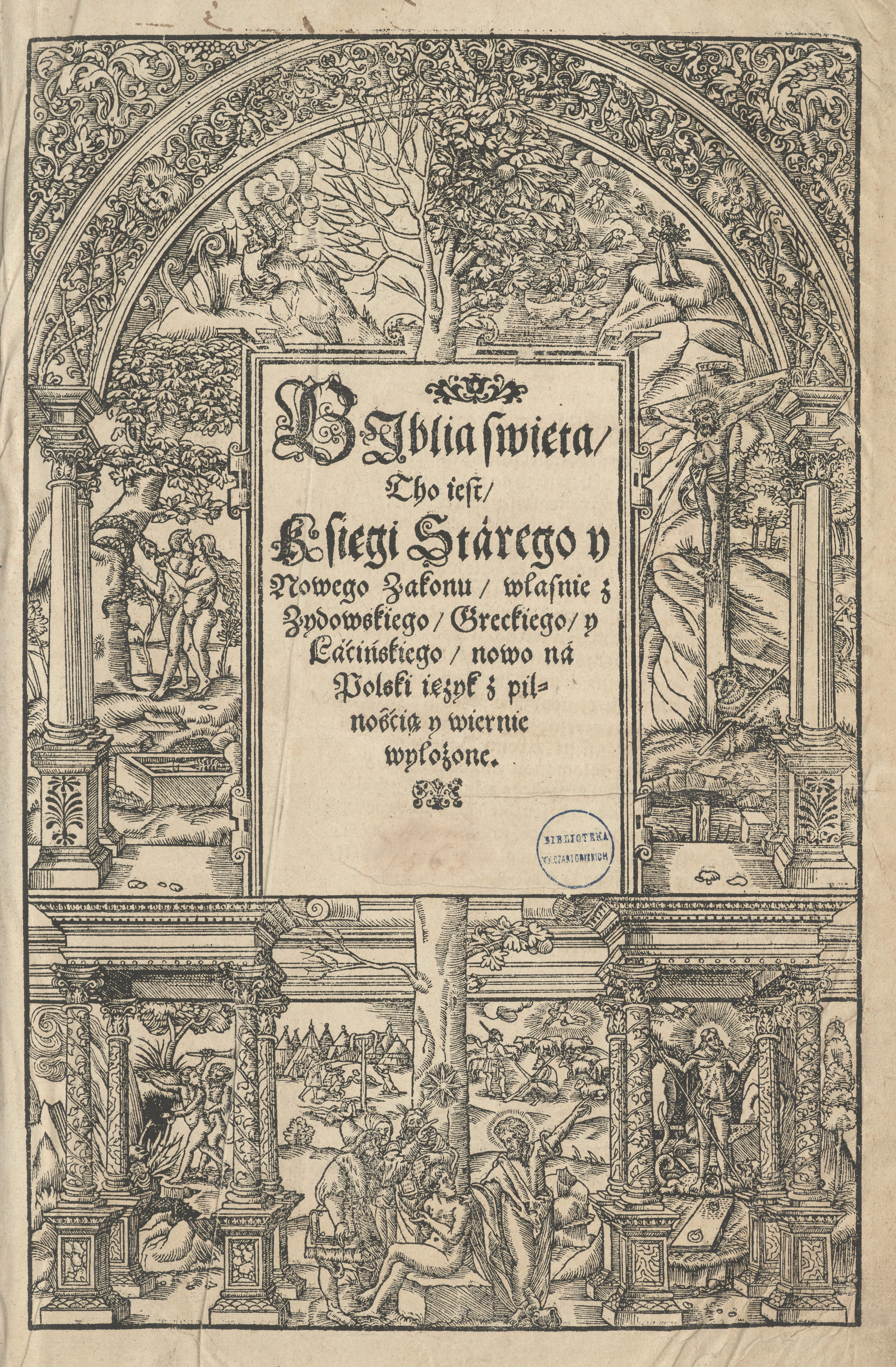
Portada

El Biblia de Brest (en polaco: Biblia Brzeska) fue la primera Biblia protestante traducida al polaco. Fue publicada por Bernard Wojewodka en 1563 en Brest y dedicada al rey Segismundo II Augusto.
Su título original en polaco fue Biblia święta, Tho iest, Księgi Starego y Nowego Zakonu, właśnie z Żydowskiego, Greckiego, y Łacińskiego, nowo na Polski ięzyk, z pilnością y wiernie wyłożone.

## Historia
Es también llamada biblia Radziwiłł por Mikołaj "el Negro" Radziwiłł, el patrón de la obra, o biblia de Pińczów, por la localidad donde se realizó la traducción durante los sínodos calvinistas de 1559 y 1560.
El  biblia de Brest es una  de las traducciones de la Biblia de la era moderna más antigua. Proviene fundamentalmente del hebreo original y del griego Koiné. La Vulgata en latín también se empleó como fuente en un grado menor, así como una traducción francesa. Fue obra de un grupo de académicos calvinistas siguiendo la tradición de la Biblia de Lutero de 1534 y la Biblia de Ginebra de 1560.
El texto de la traducción, donde se emplea una traducción contextual y fraseológica en vez palabra por palabra, es altamente fiel al original y representa un ejemplo del mejor polaco de la época.[cita requerida] Entre los teólogos principales implicados en el proyecto de traducción se encuentran Grzegorz Orszak, Pierre Statorius, Jean Thénaud de Bourges, Jan Łaski, Georg Schomann, Andrzej Trzecieski, Jakub Lubelczyk, Szymon Zacjusz, Marcin Krowicki, Francesco Stancaro de Mantua, y Grzegorz Paweł de Brzeziny. El trabajo de traducción llevó seis años.
El hijo de Mikołaj Radziwiłł, Mikołaj Krzysztof "el Huérfano" Radziwiłł, se convirtió al catolicismo y fue un celoso contrarreformador. Por ello quemó todos los ejemplares que encontró de la Biblia de Brest (algunos sobrevieron) en el mercado central de Vilna.